# Rainer Fell
Rainer Fell (* 6. April 1943 in Offenbach am Main) ist ein Generalmajor außer Dienst des Heeres der Bundeswehr.

## Leben

### Ausbildung und erste Verwendungen
Fell trat nach dem Abitur 1962 in Offenbach am Main am 1. April 1962 als Offizieranwärter der Instandsetzungstruppe in die Bundeswehr ein und absolvierte die Offizierausbildung zum Offizier des Truppendienstes. 1964 erfolgte die Ernennung zum Leutnant. Von 1965 bis 1968 studierte Fell Maschinenbau an der Akademie des Heeres für Maschinenwesen in Darmstadt. Das Studium schloss er als Diplom-Ingenieur ab. Von 1968 bis 1970 war Fell als Instandsetzungsoffizier eingesetzt, von 1970 bis 1972 als Kompaniechef und von 1972 bis 1974 im Stab der 2. Jägerdivision in Gießen. 

### Dienst als Stabsoffizier
Von 1974 bis 1976 absolvierte Fell den 17. Generalstabslehrgang Heer an der Führungsakademie der Bundeswehr in Hamburg, wo er zum Offizier im Generalstabsdienst ausgebildet wurde. Anschließend wurde er von 1976 bis 1977 in der Auswertegruppe Modellbrigaden HModellbrigade 4 im Heeresamt in der Konrad-Adenauer-Kaserne in Köln verwendet, von 1977 bis 1978 als Dezernent für Internationale Rüstungszusammenarbeit in der Abteilung III des Heeresamtes und von 1978 bis 1980 als Referent Internationale Rüstungszusammenarbeit im Führungsstab des Heeres (Fü H) VII 1 im Bundesministerium der Verteidigung (BMVg) in Bonn. Von 1980 bis 1983 folgten Verwendungen als G3 op und G4 der 12. Panzerdivision in Veitshöchheim, von 1983 bis 1985 als Bataillonskommandeur Instandsetzungsbataillon 2 in Kassel und von 1985 bis 1986 als Referent Heeresplanung im NATO-Rahmen im Fü H VI I. 1986 wurde Fell Referatsleiter Fü H V 3 und Fü H V 5.

### Dienst als General
1991 wurde Fell Brigadekommandeur der Panzergrenadierbrigade 4 in Göttingen, 1993 Stabsabteilungsleiter Fü H V, 1995 Unterabteilungsleiter im BMVg Rü V (Ausrüstung und Technologie Land) und im September 1997 Kommandeur Heeresunterstützungskommando in Mönchengladbach. Diese Dienststellung hatte er bis März 2003 inne.

## Privates
Fell ist verheiratet, hat eine Tochter und ist altkatholischen Glaubens.